# Capilla de Nuestra Señora de Lourdes (Caracas)
La Capilla de Nuestra Señora de Lourdes, o simplemente Capilla de Lourdes, es el nombre que recibe un edificio religioso de la Iglesia católica localizado en el Parque Ezequiel Zamora o El Calvario en el Municipio Libertador al oeste del Distrito Metropolitano de Caracas, al centro norte del país sudamericano de Venezuela. No debe ser confundida con la Iglesia Nuestra Señora de Lourdes, que queda en la avenida San Martín.

## Historia
El paseo o parque El Calvario fue construido bajo el gobierno del General Antonio Guzmán Blanco el 3 de abril de 1884, posteriormente durante el gobierno de Joaquín Crespo fue inaugurada la Capilla de Lourdes el 27 de abril de 1885. Diseñada por el famoso arquitecto venezolano Juan Hurtado Manrique, formó parte del espacio que originalmente se llamó Paseo Guzmán Blanco junto con otros monumentos como el Arco de la Federación. Durante gran parte del siglo XX fue usada por muchas personas en la ciudad para celebrar matrimonios y realizar otros eventos religiosos. El conjunto del que forma parte la capilla fue declarada Monumento Histórico de la Nación el 15 de abril de 1994.
La capilla está rodeada de un entorno de plazas, jardines y caminerias cuya última restauración fue llevada a cabo por autoridades municipales en el 2009.

## Tragedia en la Capilla
Un oscuro hecho dio cabida en aquel entonces al cierre del templo de culto religioso, la capilla de Nuestra Señora de Lourdes. Se dio durante el transcurso del siglo XX y hoy está casi olvidado entre los saqueos y las rehabilitaciones, además de un marcado tabú sobre el tema; fue un encuentro sexual entre un célibe sacerdote y una casta, hasta entonces, novia, en vísperas de una boda que nunca llegó a celebrarse. Para el sacerdote, el público arrepentimiento y las penitencias terrenales no fueron suficientes para enmendar el error de ese pecado, la culpa lo atormentaba, llevándolo a cometer un terrible acto. El sacerdote murió ahorcado en la propia Capilla de Nuestra Señora de Lourdes, la cual fue clausurada tras bochornosa situación, la capilla fue entregada totalmente al abandono, al punto que por muchos años la cuerda con que se ahorcó el cura se mantuvo dentro de la capilla, donde vándalos la usaban para bromas y burlas. Por las noches se apropiaban de ese espacio frente a la falta de interés del sitio por parte de autoridades eclesiásticas y civiles.
Con el tiempo, la ciudadanía fue retomando la capilla, con eventuales y parciales apariciones en películas y cortometrajes venezolanos. Las autoridades locales  realizaron reparaciones del espacio físico de la capilla. Mas la historia ha seguido en el olvido, y donde, hasta ahora, solo en la memorias de los más viejos, está el recuerdo de ese oscuro pasado de la Capilla de Nuestra Señora de Lourdes, quienes al pasar a su lado aún ven su ventanal redondo como si por casualidad o gran imaginación pudiesen ver nuevamente la cuerda en la que se ahorcó el cura.

## Galería

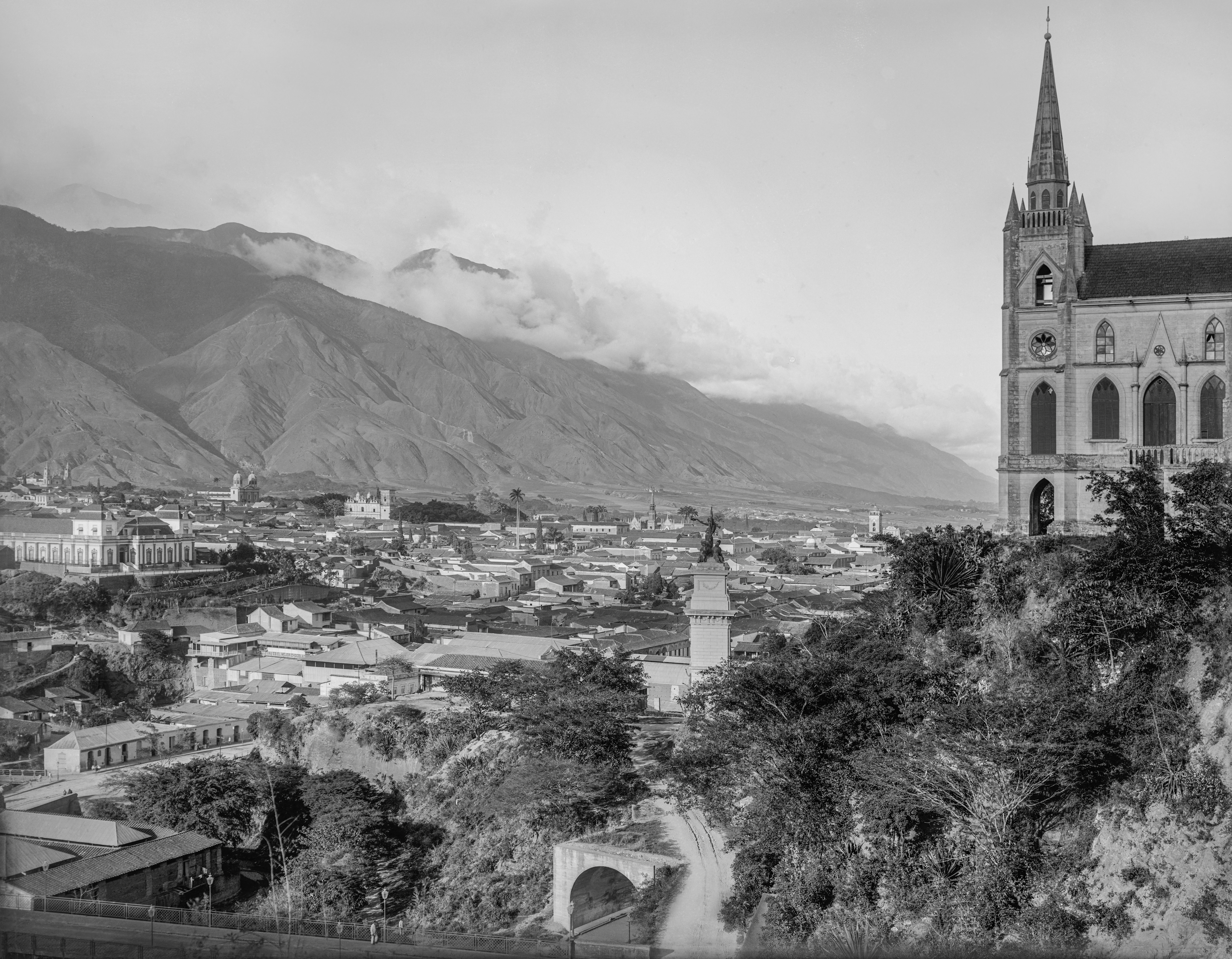
Vista de la capilla en 1898
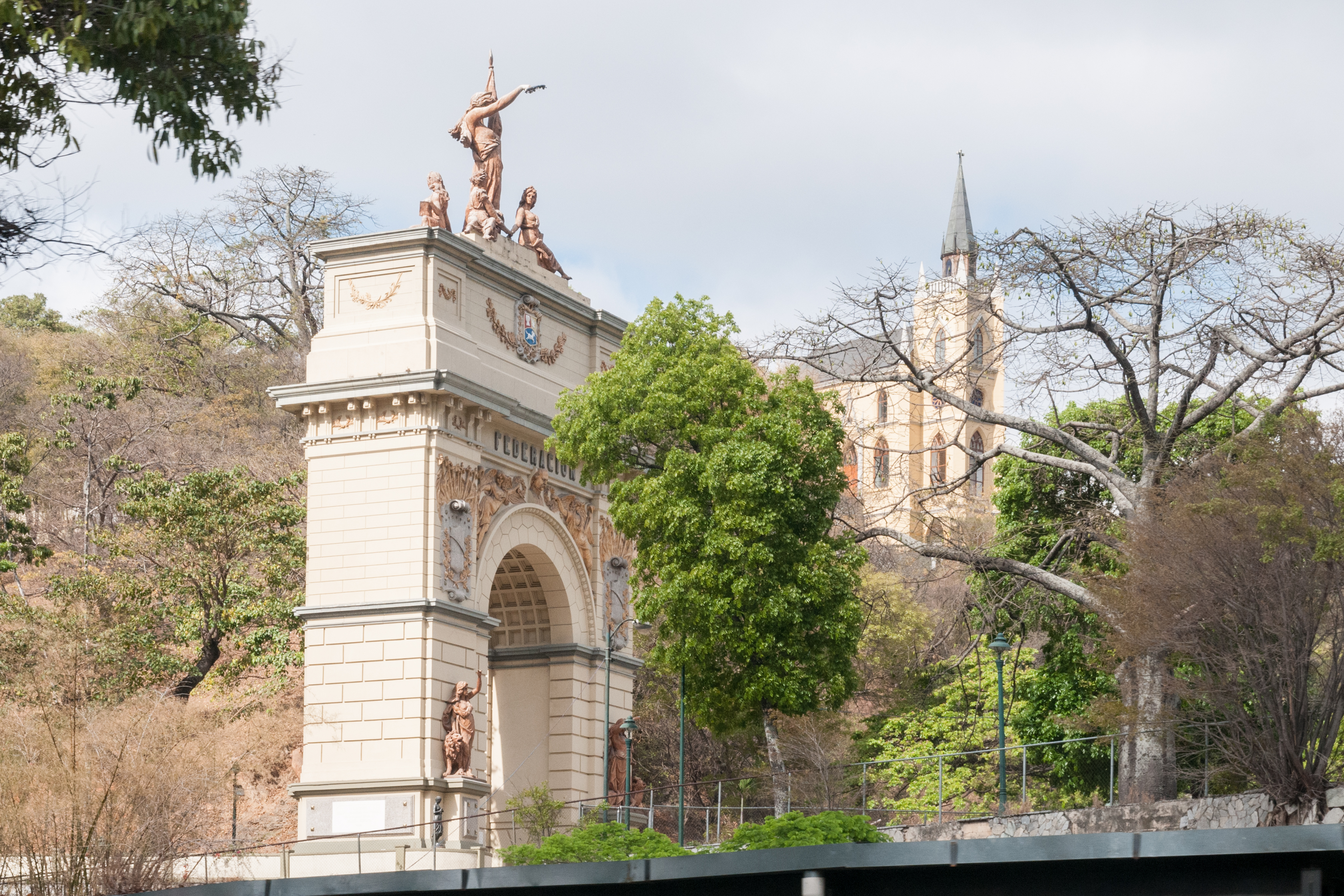
Vista del Arco de la Federación y la Capilla de Lourdes
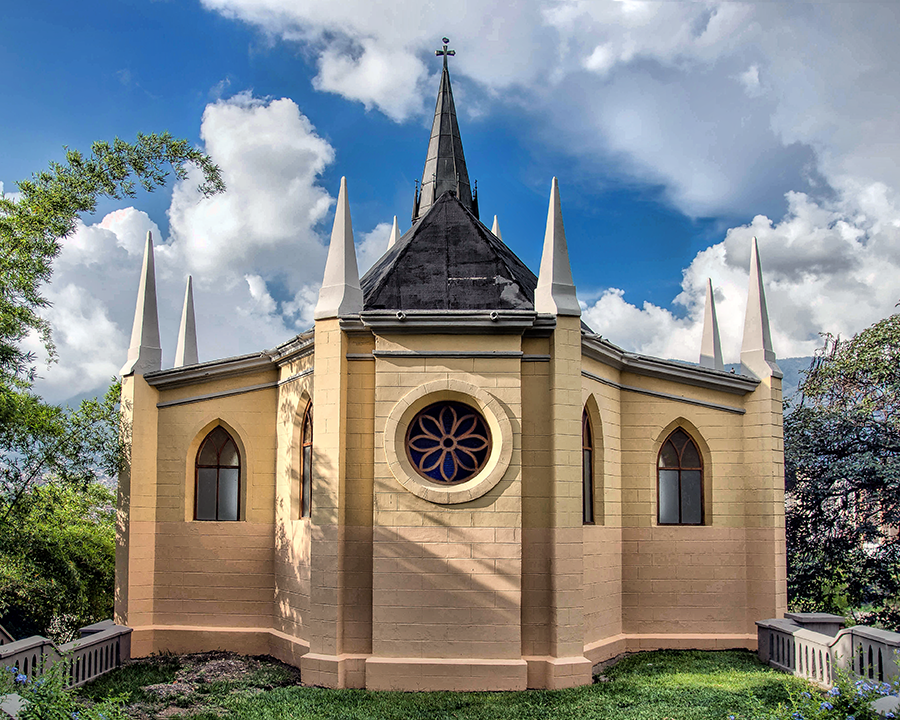
Vista frontal de la capilla